# Rivière Beaurivage
La rivière Beaurivage est un affluent de la rivière Chaudière laquelle se déverse à son tour dans le Fleuve Saint-Laurent.
La rivière Beaurivage traverse les municipalités québécoises (au Canada) de :
- MRC Beauce-Centre : municipalité de Saint-Séverin ;
- MRC La Nouvelle-Beauce : municipalité de Saint-Elzéar ;
- MRC de Lotbinière : municipalités de  Saint-Sylvestre, Saint-Patrice-de-Beaurivage et Saint-Gilles ;
- Lévis, une ville.

## Géographie
Les principaux bassins versants voisins de la rivière Beaurivage sont :
- côté nord : rivière Chaudière, fleuve Saint-Laurent ;
- côté est : rivière Chaudière, rivière Cugnet, rivière Bras d'Henri ;
- côté sud : rivière Fourchette, rivière Saint-André, rivière Armagh, rivière Filkars, rivière Palmer ;
- côté ouest : rivière Noire, rivière Rouge, rivière du Chêne, rivière Henri.

La rivière Beaurivage est une rivière du Québec, dont les sources commencent sur les hauteurs qui couronne le canton de Broughton, (MRC Les Appalaches), dans la partie Est de la municipalité de Saint-Sylvestre, presque à la limite de Saint-Séverin. Cette zone de tête est située à l'est du Mont Hankerchief, au sud-est du Mont Sainte-Marguerite, au sud du Mont Saint-André et à l'ouest du village de Saint-Séverin.
Son cours traverse plusieurs secteurs marécageux et dessine de nombreux méandres. Il reçoit la rivière Bras d'Henri à la hauteur de Saint-Gilles, puis effectue un coude en direction de l'est, qui lui permet d'arroser Saint-Étienne-de-Lauzon et de rejoindre la rivière Chaudière à quelques kilomètres avant les chutes de celle-ci, près de Saint-Rédempteur. 

D'une longueur d'environ 80 km, la Beaurivage draine un bassin de quelque 750 km2.

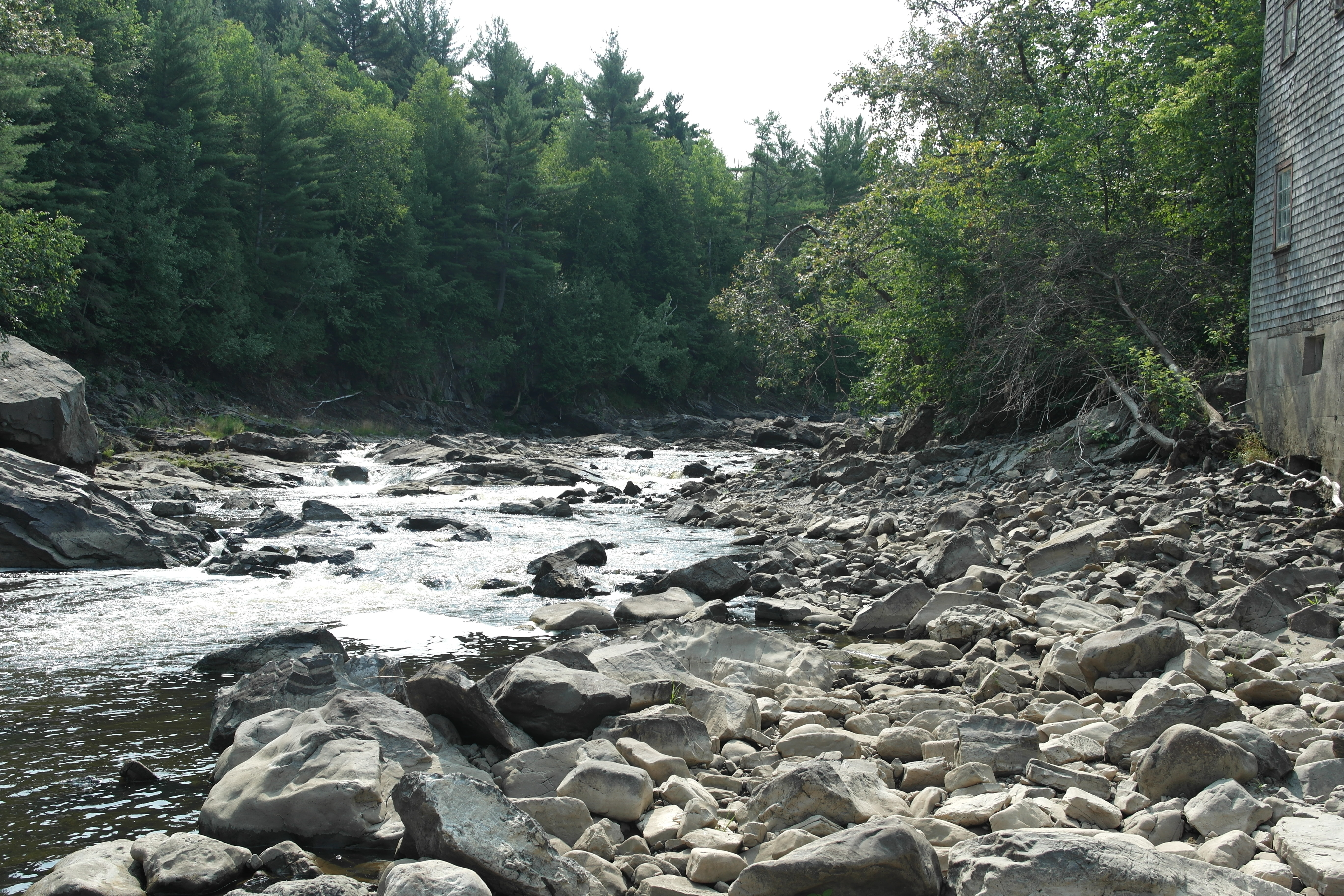
Rapides de la rivière Beaurivage derrière le moulin Gosselin à Saint-Étienne-de-Lauzon (Lévis)
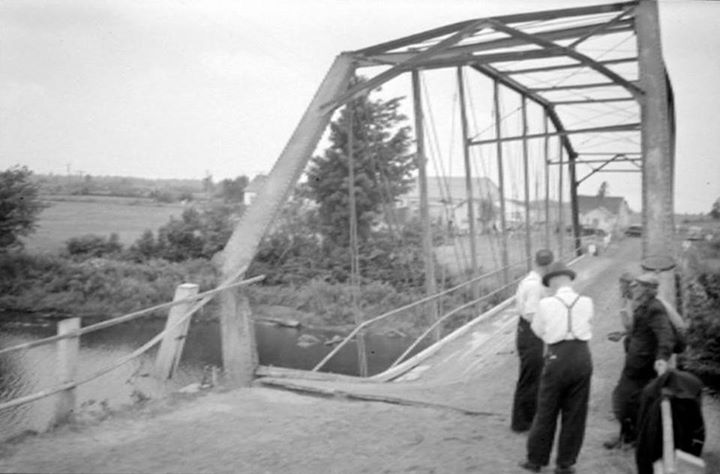
Pont à Saint-Étienne, 1947.

## Toponymie
Le nom de la rivière et son usage se confondent avec celui de la seigneurie Saint-Gilles ou de Beaurivage concédée en 1738 à Gilles Rageot, sieur de Beaurivage. Plusieurs paroisses et municipalités ont retenu, officiellement ou dans l'usage, le nom de la rivière dans leur désignation : Saint-Séverin, Saint-Gilles-de-Beaurivage, Saint-Patrice-de-Beaurivage, Saint-Narcisse-de-Beaurivage, Saint-Sylvestre-de-Beaurivage.
Le toponyme Rivière Beaurivage a été officialisé le 5 décembre 1968 à la Commission de toponymie du Québec.